# Oecomys roberti
Oecomys roberti är en däggdjursart som först beskrevs av Thomas 1904.  Oecomys roberti ingår i släktet Oecomys och familjen hamsterartade gnagare. IUCN kategoriserar arten globalt som livskraftig. Inga underarter finns listade i Catalogue of Life.
Denna gnagare förekommer i nordvästra Brasilien i Amazonområdet och delvis i angränsande stater. Habitatet utgörs av olika slags skogar.